# Dymasius maculatus
Dymasius maculatus es una especie de escarabajo del género Dymasius, familia Cerambycidae. Fue descrita científicamente por Gressitt & Rondon en 1970.
Habita en Laos. Los machos y las hembras miden aproximadamente 23-31 mm. El período de vuelo de esta especie ocurre en los meses de septiembre, octubre y noviembre.